# Tas Černohorský z Boskovic na Černé Hoře
Tas Černohorský z Boskovic na Černé Hoře († 1549) byl moravský šlechtic z rodu pánů z Boskovic.

## Život
Jeho otcem byl Beneš Černohorský z Boskovic mladší, sourozenci pak bratři Jaroslav Černohorský z Boskovic, Dobeš Rosický z Boskovic, Jan Černohorský z Boskovic na Černé Hoře a sestra Barbora. 
Spolu se svými bratry držel od otcovy smrti roku 1507 značný majetek, jehož centrum tvořil hrad Černá Hora. Později došlo mezi bratry k majetkovému vyrovnání, takže když se roku 1530 hovoří o společné majetkové smlouvě, v níž je zmínka o pivovaru v Černé Hoře, uvádí se pouze se svým bratrem Jaroslavem.
Tas Černohorský neměl manželku a zemřel bezdětný roku 1549.